# Посольство Польши в Эстонии
Посольство Республики Польша в Эстонии (пол. Ambasada Rzeczypospolitej Polskiej w Republice Estońskiej z siedzibą w Tallinnie; эст. Poola Vabariigi Suursaatkond Tallinnas) — польское дипломатическое представительство, расположенное в Таллине, Эстония.
В консульский округ Посольства входит вся территория Эстонии.

## История
Дипломатические отношения между Польшей и Эстонией были установлены 4 мая 1921 года. В сентябре 1991 года, после установления независимости Эстонии, дипломатические отношения между странами были возобновлены.
Первоначально миссию возглавлял Ярослав Линденберг (пол. Jarosław Lindenberg), являясь послом Польши в Латвии, аккредитованным в Эстонии.
В августе 1993 года в Таллине было официально открыто Посольство Республики Польша в Эстонии. В ноябре 1994 года посольство возглавил Якуб Волонсевич, проработавший в этой должности до 2001 года.